# Лаконичность
Лакони́чность, лакони́зм (от греч. Λακωνία) — краткое и ясное выражение мыслей.

## Лаконичность у спартанцев
Корень слова произошёл от названия Лаконии — региона Древней Греции, в котором находится город Спарта.
«…Если бы кто захотел сблизиться с самым никчемным из лаконцев, то на первый взгляд нашел бы его довольно слабым в речах», предупреждал философ Сократ своих земляков, «но вдруг, в любом месте речи, метнет он, словно могучий стрелок, какое-нибудь точное изречение, краткое и сжатое, и собеседник кажется перед ним малым ребенком». Многие правители и военачальники убедились в правоте Сократа.
Существует легенда: когда Филипп Македонский (отец Александра) подошёл к стенам Спарты, он направил спартанцам послание, в котором говорилось: «Я покорил всю Грецию, у меня самое лучшее в мире войско. Сдавайтесь, потому что если я захвачу Спарту силой, если я сломаю её ворота, если я пробью таранами её стены, то беспощадно уничтожу всё население и сравняю город с землёй!». На что спартанцы/лаконийцы отправили самый короткий известный ответ: «Если». 
До сражения при Фермопилах, спартанский военачальник Диенекес получил сообщение, согласно которому у персов так много лучников, что их стрелы закроют солнце. Диенекес констатировал: «Хорошо, значит, будем сражаться в тени».
Сражение при Фермопилах было выиграно персидским царём Ксерксом, но моральная победа досталась спартанцам, которые отчаянно защищались. Известен лаконичный ответ царя Леонида на требование Ксеркса сложить оружие в обмен на жизнь: «Приди и возьми».
Ещё одна из известнейших фраз Леонида относится к тому, как он готовился отправиться на эту войну. Когда его жена Горго спросила, что ей делать, если он погибнет, Леонид ответил: «Найди хорошего мужа и рожай здоровых детей».

## Лаконичность в рекламе
Лаконичность особенно важна в рекламе, так как денежные затраты на рекламу зависят от её длины. Также это связано с особенностями памяти человека — в кратковременной памяти фиксируется примерно 7±2 элемента. Как правило, реклама подразумевает ассоциации, которые в восприятии зрителя раскрываются в полноценные фразы (аналогично лаконийскому "Если").

## Лаконичность в бытовой речи
Известно выражение «краткость — сестра таланта», принадлежащее А. П. Чехову. Он высказал эту мысль в письме своему брату такими словами:

Мой совет: в пьесе старайся быть оригинальным и по возможности умным, но не бойся показаться глупым; нужно вольнодумство, а только тот вольнодумец, кто не боится писать глупостей. Не зализывай, не шлифуй, а будь неуклюж и дерзок. Краткость — сестра таланта. Памятуй кстати, что любовные объяснения, измены жен и мужей, вдовьи, сиротские и всякие другие слезы давно уже описаны. Сюжет должен быть нов, а фабула может отсутствовать.
— Письмо Александру Павловичу Чехову (11 апреля 1889 года, Москва)
Схожего мнения придерживался Шекспир: «Therefore, since brevity is the soul of wit…» («И так как краткость есть душа ума…»)